# 静岡県立清水工業高等学校
静岡県立清水工業高等学校（しずおかけんりつ しみずこうぎょうこうとうがっこう）は、静岡県静岡市清水区に所在した公立の工業高等学校。2008年（平成20年）に静岡県立静岡工業高等学校と統合され、静岡県立科学技術高等学校として静岡市葵区長沼に移転し、跡地の西半分は静岡県立清水特別支援学校、東半分は秋葉山公園が建設された。

## 所在地
- 〒424-0024 静岡県静岡市清水区八坂東一丁目16番1号

## 沿革
- 1959年　市立工業高校の新設が決定（清水市議会）
- 1961年　県立高校として開校、校章制定、校舎完成
- 1962年　図書館完成
- 1964年　野球部県大会準優勝（第46回大会）
- 1965年　校歌制定、体育館完成
- 1969年　プール完成
- 1981年　柔剣道場、騰雲館完成
- 2004年　野球部県大会ベスト16
- 2008年　静岡工業高校と合併し、静岡県立科学技術高等学校に校名変更して葵区長沼に移転。

## 著名な卒業生
- 稲葉光雄 - 元プロ野球選手（投手）
- 市川大祐 元プロサッカー選手（清水エスパルスJrユースU-14監督）※在校中は清水エスパルスユース所属のため清水工サッカー部には在籍していない。
- ハリウッドザコシショウ - 元G★MENS
- 静岡茶っぱ - 元G★MENS